# César Negret
César Laureano Negret Mosquera (Popayán, 12 de julio de 1960) es un abogado administrativista, notario y político colombiano, miembro del Partido Liberal Colombiano.
Negret graduado de la Universidad del Cauca y especializado en la Universidad del Rosario, ha ocupado varios cargos públicos, como gobernador del Cauca en dos períodos diferentes (uno nombrado en los años ochenta, y otro elegido a finales de los noventa). Fue elegido congresista para el período 2002-2006.
Como abogodo también ha desempeñado cargos en el sector privado, siendo árbitro en controversias contractuales, vicepresidente del Banco Popular, y subsecretario general del presidente César Gaviria, entre 1993 y 1994.